# Castelo de São Martinho de Mouros
O Castelo de São Martinho de Mouros localiza-se na vila e freguesia de São Martinho de Mouros, município de Resende, distrito de Viseu, em Portugal.
Em posição dominante em um contraforte da serra de Leomil, sobre o vale do rio Douro, este pequeno castelo medieval defendia a antiga estrada que ia de Guimarães a Lamego, vigiando a travessia daquele rio. Foi, até ao século XIII, quando cessam as informações a seu respeito, a cabeça da Terra de São Martinho de Mouros.

## História

### Antecedentes
A primitiva ocupação humana da região remonta à pré-história, conforme os testemunhos arqueológicos, tendo sido sucessivamente dominada pelos Romanos, pelos Visigodos e pelos Muçulmanos, estes últimos eternizados na sua toponímia.

### O castelo medieval
No contexto da Reconquista cristã da Península Ibérica, durante o século X e a primeira metade do século XI, a sua posse oscilou conforme o domínio muçulmano sobre as terras ao sul do rio Douro. Foi definitivamente conquistado por Fernando I de Leão e Castela juntamente com outros na região, e o conjunto entregue ao conde Sesnando Davides para que os administrasse.
O castelo e seus domínios encontravam-se compreendidos nos do Condado Portucalense, confiado ao Conde D. Henrique de Borgonha, acreditando-se que tenham apoiado a Independência de Portugal, com D. Afonso Henriques (1112-1185), uma vez que não há notícias do mesmo no período. A povoação recebeu Carta de Foral passada pelo soberano em 1121.
Na primeira metade do século XIII, sob o reinado de D. Sancho II (1223-1248), era alcaide do castelo Abril Peres de Lumiares que, ao configurar-se a crise política que conduziu à deposição do soberano pelo Papa Inocêncio IV, alinhou-se ao partido dos ricos-homens do reino, dando lugar a que o soberano investisse no cargo a outro rico-homem, Soeiro Bezerra. Com a nomeação do Infante D. Afonso, conde de Bolonha, futuro rei D. Afonso III, como regente do reino, Soeiro Bezerra entregaria ao regente o castelo e seus domínios, em circunstâncias não claramente conhecidas.
A partir dessa época cessam as informações sobre essa fortificação, que alguns autores supõem ter se constituído em uma simples torre senhorial, enquanto que outros argumentam ter sido arrasado por um assalto das forças do monarca deposto.
Da primitiva São Martinho de Mouros, chegou aos nossos dias a Igreja Matriz, com linhas semelhantes às de uma torre militar, considerada como um dos mais importantes templos medievais da região ao Sul do rio Douro.